# 碳化钽
碳化钽是一类二元化合物，由钽和碳组成，实验式TaCx，x 一般在 0.4 到1 之间。它们的硬度极大，脆，是耐火材料，具有金属的电导率。它是一种棕灰色粉末，通常通过烧结处理。
作为重要的金属陶瓷材料，碳化钽在商业车刀中用于切削应用，有时会添加到碳化钨合金中。
取决于纯度和测量条件，碳化钽的熔点在约3880℃达到峰值。这个值是二元化合物里最高的。只有碳化钽铪的熔点可能略高，大约为3942°C，而碳化铪的熔点与TaC相当。

## 制备
TaCx粉末是由钽和石墨的粉末在真空或惰性气体(氩)里使用炉子或电弧熔化装置在约2000℃的温度下进行加热。钽和石墨的量决定了x的值。另一种技术是在真空或氢气气氛中，在1500–1700℃的温度下通过碳进行五氧化二钽的还原。该方法于1876年用于获得碳化钽，但它无法控制产物的化学计量。自蔓延高温合成法也是已报道的直接从单质制备TaC的方法之一。

## 晶体结构

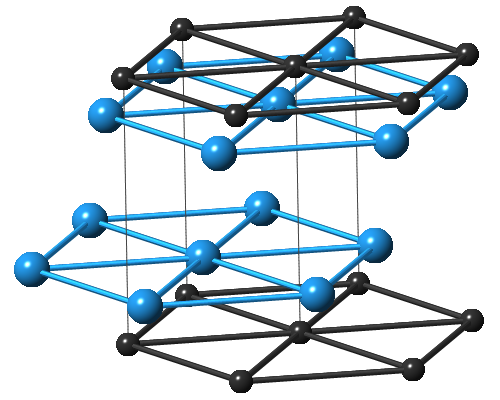
β-TaC_{0.5} 的晶体结构，蓝色的是钽原子

当 x = 0.7–1.0 时，TaCx有着立方结构 (岩盐的结构) 。碳化钽的晶格常数会随着x增长而增长。 TaC0.5有两种结构。较稳定的具有反碘化镉型三角结构，该结构在加热至约2000℃时转变为六方晶格，对碳原子来说已经没有规律了。
| 实验式  | 对称性 | 种类    | 皮尔逊符号 | 空间群  | No  | Z  | ρ (g/cm3) | a (nm) | c (nm) |
| ------- | ------ | ------- | ---------- | ------- | --- | -- | --------- | ------ | ------ |
| TaC     | 立方   | NaCl    | cF8        | Fm3m    | 225 | 4  | 14.6      | 0.4427 |        |
| TaC0.75 | 三方   |         | hR24       | R3m     | 166 | 12 | 15.01     | 0.3116 | 3      |
| TaC0.5  | 三方   | 反-CdI2 | hP3        | P3m1    | 164 | 1  | 15.08     | 0.3103 | 0.4938 |
| TaC0.5  | 六方   |         | hP4        | P63/mmc | 194 | 2  | 15.03     | 0.3105 | 0.4935 |

在这个表中，Z是每单位的配位数，ρ是由晶格常数计算而来的密度。

## 性质
碳化钽中钽和碳原子之间的键是离子键，金属键和共价键混合，是很复杂的键，并且由于强共价成分，这些碳化物是非常坚硬且易碎的材料。举个例子，TaC的显微硬度为1600-2000 kg/mm2 （〜9 Mohs）和285 GPa的弹性模量，而钽的相应值为110 kg/mm2和186 GPa。碳化钽的硬度，屈服和剪切应力随TaCx中碳含量的增加而增加。
碳化钽无论是什么大小和温度都具有金属导电性。TaC 可以在10.35 K以下转变为超导体。
TaCx的磁性能从x≤0.9的反磁性变为“ x”≥0.9的顺磁性。尽管HfCx具有与TaCx相同的晶体结构，但仍观察到了相反的行为（磁性随x的增加而减少）。

## 应用
碳化钽因其在熔点、硬度、弹性模量、导热性、热冲击方面的优异物理性能而被广泛用作超高温陶瓷（UHTC）的烧结添加剂或高熵合金（HEA）的陶瓷增强材料抵抗力和化学稳定性，这使其成为航空航天工业中飞机和火箭的理想材料。

## 天然存在
鉭碳礦是碳化钽的天然存在形式。它属立方晶系，并且非常稀有。